# Kiwi (gentilicio)
Kiwi es el apodo utilizado internacionalmente (sobre todo en la angloesfera) para los habitantes de Nueva Zelanda, como así también la forma bastante habitual con la que se denominan a sí mismos. El nombre deriva de un ave no voladora del género Apteryx nativo del archipiélago.

## Historia
Los primeros neozelandeses que recibieron el sobrenombre de kiwi fueron los militares. El kiwi (ave) es el símbolo de todos los regimientos del país, incluyendo los que participaron en la segunda guerra bóer, y los que lucharon junto al ejército de Australia en la Segunda Guerra Mundial.
Después de la guerra, el término se atribuyó gradualmente a toda la población.

### Uso actual del término
La ortografía de la palabra Kiwi, cuando se usa para describir a la gente, a menudo se escribe con mayúscula. El nombre del ave se escribe con k minúscula y, al ser una palabra de origen maorí, normalmente permanece como kiwi cuando se pluraliza. Como palabra inglesa, el apodo normalmente toma la forma plural Kiwis. Por lo tanto, «dos Kiwis» se refiere a dos personas, mientras que «dos kiwis» se refiere a dos pájaros. Esta sutileza lingüística se ejemplifica en el fondo de conservación Save the Kiwi, que utilizó el lema «Kiwis por kiwi».
Generalmente no se considera que kiwi sea un término despectivo, sin embargo, hay neozelandeses, particularmente algunos con herencia maorí, que encuentran la denominación discordante y prefieren no identificarse con ella. En 2018, un tribunal laboral de Australia del Sur dictaminó que el apodo no era discriminatorio, después de que una turista neozelandesa argumentara sin éxito que era víctima de discriminación racial después de haber sido etiquetada como «Kiwi».
En un contexto oficial, el término kiwi se ha utilizado en nombre de servicios gubernamentales y empresas estatales, como Kiwibank, KiwiSaver y KiwiRail, y se utiliza con frecuencia en comunicados de prensa gubernamentales para referirse a todas las personas en o desde Nueva Zelanda.